# Faculdade de Direito da Universidade de Ottawa
A Faculdade de Direito da Universidade de Ottawa (em inglês:  University of Ottawa Faculty of Law; em francês:  Faculté de droit de l'Université d'Ottawa) é a faculdade de direito da Universidade de Ottawa, localizada em Ottawa, Ontário, Canadá. Estabelecido em 1953, o corpo docente está hoje dividido em seções de Direito Civil e Direito Comum, as duas tradições jurídicas formalmente reconhecidas no Canadá. É considerada uma das instituições de ensino jurídico de maior prestígio no país.
A faculdade é muito bem avaliada e mantém laços estreitos com as comunidades jurídicas no Quebec, em Ontário e no exterior. A Faculdade de Direito também abriga duas revistas jurídicas bilíngues de elite, uma produzida pela seção de direito civil (Revue générale de droit) e a outra produzida pela seção de direito comum (Ottawa Law Review), que contribuíram significativamente para o desenvolvimento da lei pela Suprema Corte do Canadá.